# Blăjeni
Blăjeni è un comune della Romania di 1 331 abitanti, ubicato nel distretto di Hunedoara, nella regione storica della Transilvania.
Il comune è formato dall'unione di 7 villaggi: Blăjeni, Blăjeni-Vulcan, Criș, Dragu-Brad, Groșuri, Plai, Sălătruc.